# 2025 en Chine
Cet article traite des événements qui se sont produits durant l'année 2025 en Chine.

## Événements
- 7 janvier : un séisme au Tibet fait au moins 126 morts.
- 20 janvier : le gouvernement exécute les auteurs de l'attaque à la voiture-bélier de 2024 à Zhuhai et de l'attaque au couteau de Wuxi en 2024[1].
- 29 avril : 22 personnes sont tuées, et trois autres blessées après qu'un incendie s'est déclaré dans un restaurant à Luoyang[2].
- 28 juillet : au moins 34  personnes meurent et 8 autres sont portées disparues en raison de fortes pluies et d'inondations à Pékin et dans le Hebei[3].
- 3 août : 2 personnes sont tuées et 3 autres blessées lors d'une attaque au couteau dans une école primaire de Caizichi, Leiyang, Hunan[4].

#### L'année 2025 dans le reste du monde
- L'année 2025 dans le monde
- 2025 par pays en Amérique • 2025 au Brésil, 2025 au Canada, 2025 au Québec, 2025 aux États-Unis, 2025 au Mexique
- 2025 en Europe, 2025 dans l'Union européenne • 2025 en Belgique, 2025 en France, 2025 en Italie, 2025 en Suisse
- 2025 en Afrique • 2025 par pays en Asie • 2025 par pays en Océanie, 2025 en Océanie • 2025 en Antarctique
- 2025 aux Nations unies
- Décès en 2025